# Antanimeva
Antanimeva is een plaats en commune in het zuiden van Madagaskar, behorend tot het district Morombe, dat gelegen is in de regio Atsimo-Andrefana. Tijdens een volkstelling in 2001 telde de plaats 23.839 inwoners.
De plaats biedt naast lager onderwijs ook middelbaar onderwijs aan. 50% van de bevolking werkt als landbouwer en 47% houdt zich bezig met veeteelt. Het belangrijkste landbouwproduct is rijst; overige belangrijke producten zijn katoen, mais en maniok. Verder is 3% actief in de dienstensector.